# Thaiderces peterjaegeri
Thaiderces peterjaegeri es una especie de araña del género Thaiderces, familia Psilodercidae. Fue descrita científicamente por Li & Chang en 2019.
Habita en Myanmar. El macho holotipo mide 1,87 mm.